# 로렌 산토 도밍고
로렌 산토 도밍고(Lauren Santo Domingo, 1976년 2월 28일 ~ )는 미국의 잡지 편집자이다. 보그의 편집자이다.